# 딘 버틀러

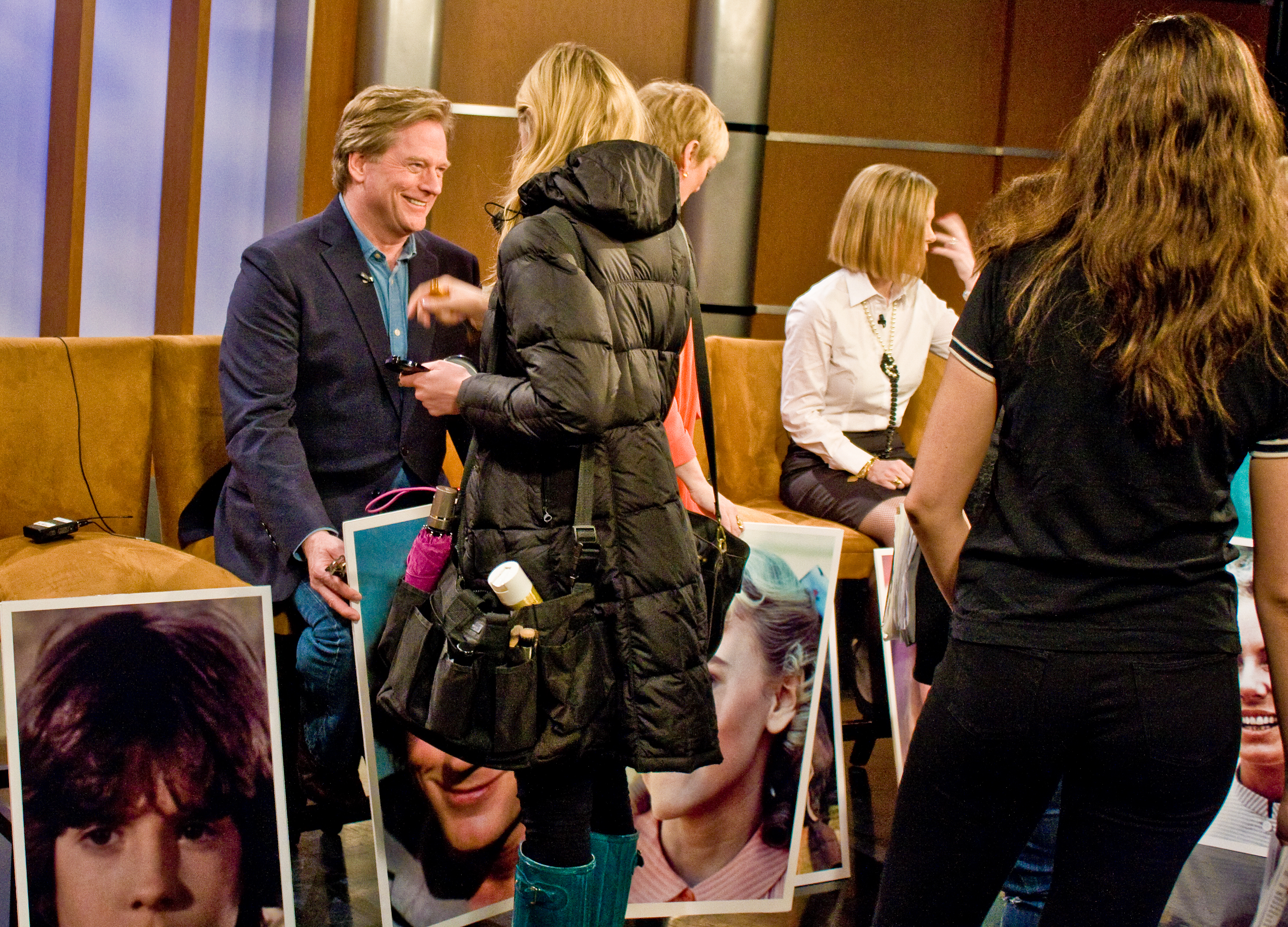

딘 버틀러(Dean Butler, 1956년 5월 20일 ~ )는 캐나다의 배우, 영화배우, 텔레비전 배우이다.
프린스조지에서 태어났다.

## 방송
- 초원의 집

## 영화
- 뱀파이어 해결사 (1997년)
- 파이널 골 (1995년)
- 데저트 하츠 (1985년)
- 호텔 - 시리즈 (1983년)
- 꿈꾸는 낙원 (1978년)
- 사랑의 유람선 (1977년)
- 초원의 집 - TV 시리즈 (1974년)